# Lycée international de Boston
 (août 2013).
Si vous disposez d'ouvrages ou d'articles de référence ou si vous connaissez des sites web de qualité traitant du thème abordé ici, merci de compléter l'article en donnant les références utiles à sa vérifiabilité et en les liant à la section « Notes et références ».
Pour les articles homonymes, voir LIB et ISB.
Le Lycée International de Boston (LIB; anglais : International School of Boston ou ISB; ancien nom: École internationale de Boston) aux États-Unis fut créé en 1962. Il se situe à Cambridge dans le Massachusetts et accueille aujourd'hui 569 élèves de plus de quarante-cinq nationalités de la maternelle à la terminale.

## Histoire
L'École Internationale de Boston, anciennement École Bilingue, a été fondée en 1962 dans une maison située à Newton Corner, dans le Massachusetts, en tant que jardin d'enfants par Mme Marie Madeleine Berry (1930-2024) et un groupe de parents américains et français.
Après de nombreux déménagements dans les villes entourant Boston, l'école se dote d'un collège, puis d'un lycée en 1998.
En 2005, l'école continua de se développer et ajouta alors le programme du Baccalauréat International qui eut ses premiers diplômés en juin 2006.
L'école fut pleinement homologuée en octobre 2006 par les autorités françaises pour l'ensemble de son programme d'études de la Maternelle à la Terminale. En conséquence, l'EIB est la seule école en Nouvelle-Angleterre accréditée par le Ministre français de l'Éducation et le Bureau du Baccalauréat International.
En 2007, elle héberge la création de l'Université populaire de Boston, avec la venue et le soutien du philosophe Michel Onfray.
En 2012, elle prend le nom de Lycée International de Boston.